# 北原しげみ
北原 しげみ（きたはら しげみ、1943年2月12日 - ）は、日本の俳優。本名：横浜 賀美。東京府東京市出身。
デビュー当初は、東映東京撮影所製作の現代劇に出演していたが、1962年の『あべこべ道中』で初めて東映京都撮影所の時代劇に出演し、東千代之介と共演。同作でお姫さまを演じて以降、星輝美、立川さゆりらと共に若い世代の「東映城のお姫さま」と呼ばれた。都会育ちの一人っ子で、「京都の旅館の夜は淋しくてたまらない」と不満を漏らした。

## 出演

### 映画
- 殴りつける十代（1960年）
- 波止場野郎（1960年）
- 決斗の谷（1960年)
- 十七才の逆襲 暴力をぶっ潰せ（1960年)
- 嵐の中の若者たち（1960年)
- 坊ちゃん野郎勢ぞろい（1961年）
- 東京新撰組（1961年）
- 銀座野郎（1961年）
- 風来坊探偵シリーズ（1961年）
  - 風来坊探偵 赤い谷の惨劇 - 香山美佐子
  - 風来坊探偵 岬を渡る黒い風 - 江藤慎喜子
- 台風息子 お化け退治（1961年）
- 荒原牧場の決闘（1961年）
- 台風息子 冒険旅行（1961年）
- 次郎長社長よさこい道中（1961年）
- 悪魔の手毬唄（1961年）- 白木静子
- 八人目の敵（1961年）
- 地獄の底をぶち破れ（1961年）
- あべこべ道中（1962年）
- 男度胸のあやめ笠（1962年）
- まぼろし天狗（1962年）
- 紀州の暴れん坊（1962年）
- 髑髏銭（1962年）
- 地獄の影法師（1962年）
- 唄祭り赤城山（1962年）
- 大暴れ五十三次（1963年）
- 浪人街の顔役（1963年）
- 柳生武芸帳 片目の十兵衛（1963年）- 玉女
- 新選組血風録 近藤勇（1963年）- 小常
- 新吾二十番勝負 完結篇（1963年）
- 海軍（1963年）- 江波ミドリ
- 五番町夕霧楼（1963年）- 菊市
- わが恐喝の人生（1963年）
- 二匹の牝犬（1964年）
- 悪女（1964年）
- 列車大襲撃（1964年
- 赤いダイヤ（1964年）
- かも（1965年）
- 赤い夜光虫（1966年

### テレビ番組
- 柔道一代（1962年 - 1964年、TBS）
- 鉄道公安36号（NET）
  - 第11話「幽霊灯」（1963年）
  - 第125話「心の分岐点」（1965年）
  - 第198話「幸福への驀進」（1967年）
- ポーラ名作劇場 / 夜の河（1963年、MBS）
- 日本映画名作ドラマ / 切ない人（1964年、NET）
- 髙島屋バラ劇場 / 結婚の設計（1964年、TBS）
- 七人の刑事 第2シーズン（TBS）
  - 第147話「通り雨」（1964年）
  - 第283話「傍観者」（1967年）
- 隠密剣士 第九部 第6 - 8、10話（1964年、TBS） - 墨絵 / 日暮薄墨（傀儡忍四天王）
- 特別機動捜査隊（NET）
  - 第171話「ひとり息子」（1965年）
  - 第176話「残雪」（1965年）
  - 第202話「栄光」（1965年）
  - 第235話「王様の耳はロバの耳」（1966年）
  - 第301話「女を喰う虫」（1967年）
  - 第310話「誰よりも愛す」（1967年）
- 判決（NET）
  - 第123話「天使」（1965年）
  - 第161話「ダニ」（1965年）
- 甲州遊侠伝 俺はども安 第17話（1965年、CX）
- 大衆名画座 人形佐七捕物帳 第30話「矢がすりの女」（1965年、NHK）
- おかあさん 第2シリーズ 第327話「灯影」（1966年、TBS）
- 蒼い山脈 第8話「朝霧の中で」（1966年、NTV）
- ナショナル劇場 / 戦国太平記 真田幸村（1966年、TBS）
- 大岡政談 池田大助捕物帳 第30話（1966年、NHK）
- 悪魔くん 第11話「幻の館」（1966年、NET） - 館の主人（油絵妖怪）
- ナショナルゴールデン劇場 / いまに陽が昇る 第2話（1967年、NET）
- 銭形平次 第57話「盗賊の娘」（1967年、CX）
- まじめに行こうぜ 第11話「猿類学入門」（1967年、NET）
- 風 第13話「絵姿五人小町」（1967年、TBS）